# Соломин, Виталий Мефодьевич
Вита́лий Мефо́дьевич Соло́мин (12 декабря 1941, Чита — 27 мая 2002, Москва) — советский и российский актёр и режиссёр театра и кино, сценарист; народный артист РСФСР (1992). Член Союза театральных деятелей и Союза кинематографистов России.
Наибольшую известность получил как исполнитель роли доктора Ватсона в советском телесериале о Шерлоке Холмсе.
Младший брат народного артиста СССР Юрия Соломина (1935—2024).

## Биография
Виталий Соломин родился 12 декабря 1941 года в Чите в семье музыкальных педагогов Зинаиды Ананьевны Рябцевой (1910—1992) и Мефодия Викторовича Соломина (1905—1960). С детства увлекался музыкой — под руководством родителей обучался игре на фортепиано.
Окончив в 1959 году читинскую школу, он отправился в Москву и поступил в Высшее театральное училище имени М. С. Щепкина, которое к тому времени уже окончил старший брат Виталия, Юрий Соломин (1935—2024). В классе Николая Анненкова педагогом Виталия в течение ряда лет был и Б. М. Казанский, на одном курсе с ним учились Олег Даль, Михаил Кононов и Виктор Павлов.
Уже начиная со второго курса Соломин участвовал в спектаклях Малого театра, в том числе в пьесе Г. Мдивани «Твой дядя Миша»; по окончании училища он был принят в труппу этого театра. Среди ролей, сыгранных актёром, — Чацкий в «Горе от ума», Хлестаков, Протасов в «Живом трупе», Астров в «Дяде Ване». С 1970-х годов Соломин занимался режиссурой, поставил, в частности, «Живой труп» Льва Толстого и спектакль «Мой любимый клоун» по повести Василия Ливанова.
В сентябре 1986 года актёр перешёл в Театр имени Моссовета, где играл в спектакле Г. Тростянецкого по пьесе В. Астафьева «Печальный детектив». В декабре 1988-го он вернулся в Малый театр, поставил «Дикарку» А. Н. Островского (1991), сыграв в ней Ашметьева, мюзикл Александра Колкера по комедии А. В. Сухово-Кобылина «Свадьба Кречинского» (1997) и чеховского «Иванова», в котором сыграл заглавную роль.
В кино Виталий Соломин впервые снялся в возрасте 20 лет в фильме Марлена Хуциева «Застава Ильича», появившись на экране всего на несколько секунд (выпускник в полосатом галстуке, бросающий бутылку в Москву-реку со словами «…она попадёт в Чёрное море, а дальше — океан»), однако из-за проблем с цензурой фильм вышел только в конце 1964 года. Поэтому первое появление на экране состоялось в 1963 году в небольшом эпизоде фильма «Улица Ньютона, дом 1». Широкую известность принесла актёру роль Жени в популярном фильме Павла Любимова «Женщины». В 1971 году вышел фильм «Даурия», где он сыграл главную роль казака Романа Улыбина, который после революции примкнул к большевикам и во время гражданской войны стал командиром красной гвардии. В 1978 году Соломин пробовался на роль Гоши в фильме «Москва слезам не верит», однако режиссёр Владимир Меньшов предпочёл более возрастного Алексея Баталова. В том же году сыграл одну из главных ролей — сибиряка-красноармейца Николая Устюжанина — в эпопее Андрея Кончаловского «Сибириада».
Особенно удачно складывалась судьба ролей, сыгранных Соломиным в фильмах режиссёра Игоря Масленникова; самой знаменитой из этих работ стал доктор Ватсон в сериале о Шерлоке Холмсе (1979—1986). Фильм получил признание и на родине Конан Дойля; 27 апреля 2007 года в Москве, на Смоленской набережной, напротив посольства Великобритании, был открыт памятник Шерлоку Холмсу и доктору Ватсону, а фактически — героям фильма Масленникова, сыгранным Ливановым и Соломиным. Запоминающейся зрителям стала и работа актёра в мелодраме «Зимняя вишня»; чуть раньше Соломин сыграл Томского в «Пиковой даме» Масленникова.
Одна из последних актёрских работ Соломина — Лех Кшижановский в многосерийном фильме «Пан или пропал» (За эту роль актёр был награждён премией «ТЭФИ» за лучшую мужскую роль). Участвовал в съёмках телепередачи «Маркиза».

### Семья и личная жизнь
Первым браком с 1963 по 1968 год Виталий Соломин был женат на актрисе Наталье Рудной.
Второй его женой была актриса Мария Соломина (в девичестве — Леонидова). Будущая жена была студенткой текстильного института. Ассистентка режиссёра Тодоровского заметила её на улице и предложила участвовать в пробах на роль в фильме «Городской романс». Соломин также участвовал в этих пробах, так они и познакомились. 28 октября 1970 года состоялась их свадьба. В 1973 году у них родилась дочь Анастасия, а в мае 1984 года — дочь Елизавета, ныне — актриса, продюсер, жена режиссёра Глеба Орлова.
Согласно документальному биографическому фильму «…И вагон любви нерастраченной!», премьера которого состоялась на Первом канале 10 декабря 2016 года к 75-летию со дня рождения актёра, по ходу второго брака Соломин пережил два продолжительных романа с партнёршами по Малому театру — Еленой Цыплаковой и Светланой Амановой.

### Болезнь и смерть
Виталий Соломин страдал гипертонией. 24 апреля 2002 года он играл в спектакле «Свадьба Кречинского»; несмотря на плохое самочувствие, актёр вышел на сцену. Он смог сыграть лишь первый акт, со сцены его унесли на руках. Соломина доставили в больницу, где врачи диагностировали инсульт.
Около месяца актёр лежал в больнице, долгое время находился в коме, иногда выходя из неё. Скончался 27 мая 2002 года в Москве на 61-м году жизни в 18 часов 30 минут.
Похоронен в Москве, на Ваганьковском кладбище (участок № 24).

## Награды
Государственные награды:
- Заслуженный артист РСФСР (4 ноября 1974)
- Народный артист РСФСР (3 февраля 1992) — за большие заслуги в области театрального искусства[3]
- Орден «Знак Почёта» (14 ноября 1980) — за большую работу по подготовке и проведению Игр XXII Олимпиады[11]
- Орден «За заслуги перед Отечеством» IV степени (25 октября 1999) — за большой вклад в развитие отечественной театральной культуры и в связи со 175-летием Государственного академического Малого театра России[12]

Другие награды:
- Золотая медаль имени А. Д. Попова за роль в спектакле «Любовь Яровая» (1977)
- Премия правительства Москвы (1998)
- Национальная телевизионная премия «ТЭФИ» за 2004 год[13] (посмертно)

## Творчество

### Роли в театре
1. «Нас где-то ждут» А. Арбузов (1963) — Роберт
2. «Иванов» А. П. Чехов (1963) — Пётр
3. «Веер леди Уиндермир» О. Уайльд (1964) — мистер Беркли
4. «Человек из Стратфорда» С. Алешин (1964) — Каули
5. «Украли консула» Г. Мдивани (1965) — Чино
6. «Дачники» М. Горький (1965) — Зимин
7. «Человек бросает якорь» И. Касумов (1966) — Грант
8. «Твой дядя Миша» Г. Мдивани (1966) — Борис Ермаков в молодости
9. «Эмигранты» А. Софронов (1970) — Василий Курбатов
10. «Свадьба Кречинского» (1971) — Нелькин
11. «Умные вещи» С. Я. Маршак (1971) — музыкант
12. «Не всё коту масленица» А. Н. Островского (1973) — Ипполит
13. «Летние прогулки» А. Салынский (1974) — Куликов
14. «Горе от ума» А. Грибоедова (1975) — Чацкий
15. «Заговор Фиеско в Генуе» Шиллера (1977) — Фиеско
16. «Любовь Яровая» (1977) К. А. Тренёва. Режиссёр: Пётр Фоменко — Швандя[14]
17. «Мамуре» Ж. Сармана (1978) — Франкер
18. «Ревизор» Н. Гоголя (1982) — И. А. Хлестаков
19. «Мой любимый клоун» В. Ливанова (1983) — Сергей Синицын
20. «Живой труп» Л. Н. Толстого (1984) — Протасов
21. «Печальный детектив» В. Астафьев (1987) (Театр им. Моссовета) — Сошнин
22. «Ночь игуаны» Т. Уильямса (1989) — Лоренс Шеннон
23. «Дикарка» А. Н. Островский и Н. Я. Соловьёв (1990) — Ашметьев
24. «Дядя Ваня» А. П. Чехов (1993) — Астров
25. «Свадьба Кречинского» (1997) — мюзикл А. Колкера по мотивам пьесы А. В. Сухово-Кобылина — Кречинский
26. «Иванов» (2001) — Иванов

### Литературные чтения
1. «Похождения отца Брауна» («Сапфировый крест», «Странное преступление м-ра Боулнойза», «Лиловый парик», «Проклятая книга»), Г. К. Честертон (серия «Зарубежный детектив на радио России»)
2. «Слово о полку Игореве» в обработке Л. Яхнина

### Фильмография
| Год  |     | Название                                                               | Роль                                                           |
| ---- | --- | ---------------------------------------------------------------------- | -------------------------------------------------------------- |
| 1963 | ф   | Улица Ньютона, дом 1                                                   | Боярцев, студент-филолог                                       |
| 1964 | ф   | Застава Ильича (Мне двадцать лет)                                      | выпускник, бросающий бутылку в реку                            |
| 1964 | ф   | Председатель                                                           | Валежин                                                        |
| 1965 | ф   | Любимая                                                                | Володя Левадов                                                 |
| 1966 | ф   | Женщины                                                                | Женя                                                           |
| 1966 | ф   | Старшая сестра                                                         | Кирилл                                                         |
| 1967 | ф   | Крепкий орешек                                                         | лейтенант Иван Родионович Грозных                              |
| 1967 | ф   | Бабье царство                                                          | Костя Лубенцов                                                 |
| 1967 | ф   | Происшествие, которого никто не заметил                                | Толя                                                           |
| 1968 | ф   | Бег иноходца                                                           | читает текст от автора                                         |
| 1969 | кор | Зинка                                                                  | Василий                                                        |
| 1970 | ф   | Салют, Мария!                                                          | Сева Чудреев                                                   |
| 1970 | ф   | Впереди день                                                           | Валя                                                           |
| 1971 | ф   | Даурия                                                                 | Роман Улыбин                                                   |
| 1971 | ф   | Расскажи мне о себе                                                    | Имя персонажа не указано                                       |
| 1972 | ф   | Последние дни Помпеи                                                   | Аркадий Степанов                                               |
| 1972 | ф   | Страница жизни                                                         | Борис                                                          |
| 1972 | ф   | У нас на заводе                                                        | Николай Старков                                                |
| 1973 | ф   | Открытие (Рукопись академика Юрышева)                                  | сын Юрышева                                                    |
| 1973 | ф   | Вот моя деревня                                                        | Дмитрий Николаевич, директор школы                             |
| 1973 | ф   | Аварийное положение                                                    | Дмитрий Николаевич, директор школы                             |
| 1975 | мф  | Пёс и кот                                                              | Пёс                                                            |
| 1978 | ф   | Сдаётся квартира с ребёнком                                            | Рыбаков, валторнист                                            |
| 1978 | ф   | Прыжок с крыши                                                         | Кирилл                                                         |
| 1978 | ф   | Сибириада                                                              | Николай Устюжанин                                              |
| 1979 | ф   | Шерлок Холмс и доктор Ватсон                                           | доктор Ватсон                                                  |
| 1979 | ф   | Летучая мышь                                                           | Фальк                                                          |
| 1980 | ф   | Приключения Шерлока Холмса и доктора Ватсона                           | доктор Ватсон                                                  |
| 1980 | ф   | Кто заплатит за удачу?                                                 | Сергей Кусков, красный матрос                                  |
| 1981 | ф   | Сильва                                                                 | Бони                                                           |
| 1981 | ф   | Приключения Шерлока Холмса и доктора Ватсона: Собака Баскервилей       | доктор Ватсон                                                  |
| 1981 | ф   | Полоса везения                                                         | Имя персонажа не указано                                       |
| 1982 | ф   | Пиковая дама                                                           | Томский                                                        |
| 1982 | ф   | Человек, который закрыл город                                          | Крот                                                           |
| 1982 | ф   | Предел желаний                                                         | Имя персонажа не указано                                       |
| 1982 | ф   | Бой на перекрёстке                                                     | гость, исполняющий романс                                      |
| 1983 | ф   | Приключения Шерлока Холмса и доктора Ватсона: Сокровища Агры           | доктор Ватсон                                                  |
| 1983 | ф   | Полоса везения                                                         | Имя персонажа не указано                                       |
| 1983 | ф   | Возвращение с орбиты                                                   | космонавт Вячеслав Мухин                                       |
| 1984 | ф   | Предел возможного                                                      | Игнат Ремез                                                    |
| 1985 | ф   | Искренне Ваш…                                                          | Паша Добрынин                                                  |
| 1985 | ф   | Зимняя вишня                                                           | Вадим Дашков                                                   |
| 1986 | ф   | Он, она и дети                                                         | Вячеслав Михайлович                                            |
| 1986 | ф   | 55 градусов ниже нуля                                                  | Семён Михайлович Коновалов, начальник транспортного управления |
| 1986 | ф   | Приключения Шерлока Холмса и доктора Ватсона: Двадцатый век начинается | доктор Ватсон                                                  |
| 1988 | ф   | Гражданский иск                                                        | Черебец                                                        |
| 1989 | ф   | Светик                                                                 | Алексей Сергеевич Коротыгин                                    |
| 1990 | ф   | Зимняя вишня 2                                                         | Вадим Дашков                                                   |
| 1991 | ф   | Рогоносец                                                              | муж                                                            |
| 1992 | ф   | Чёрный квадрат                                                         | Константин Дмитриевич Меркулов                                 |
| 1992 | ф   | Сны о России                                                           | Шелехов, иркутский дворянин                                    |
| 1993 | ф   | Пленники удачи                                                         | Седой, шеф банды (брат-близнец Седого)                         |
| 1995 | ф   | Интервью с Гитлером                                                    | Имя персонажа не указано                                       |
| 1995 | ф   | Зимняя вишня 3                                                         | Вадим Дашков                                                   |
| 1998 | ф   | Тесты для настоящих мужчин                                             | друг Алексея                                                   |
| 2001 | с   | Остановка по требованию-2                                              | Следователь Ищенко                                             |
| 2001 | ф   | С новым счастьем! 2. Поцелуй на морозе                                 | Константин Куропатов, учёный, отец Леночки                     |
| 2002 | ф   | Казус Белли                                                            | Михаил                                                         |
| 2003 | с   | Пан или пропал (по роману Иоанны Хмелевской)                           | Лех Кшижановский                                               |

#### Телеспектакли
| Год  |     | Название                          | Роль                                  |
| ---- | --- | --------------------------------- | ------------------------------------- |
| 1967 | тсп | Случай в гостинице                | хулиган                               |
| 1970 | тсп | Солнце на стене                   | Андрей Ястребов                       |
| 1975 | тсп | Мальчик со шпагой (многосерийный) | Олег Московкин, руководитель «Эспады» |
| 1976 | тсп | Вишнёвый сад                      | лакей Яша                             |
| 1977 | тсп | Горе от ума                       | Чацкий                                |
| 1978 | тсп | Не всё коту масленица             | Ипполит, приказчик                    |
| 1985 | тсп | Ревизор                           | Хлестаков                             |

### Режиссёр, сценарист
- 1994 — Охота

## Память
Виталий Соломин изображён в образе Доктора Ватсона на новозеландской монете 2007 года достоинством в 2 доллара (ограниченный тираж 8000 монет).
Творчеству и памяти актёра посвящены документальные фильмы и телепередачи:
- «Виталий Соломин. „Трагедия русского Ватсона“» («Первый канал», 2006)[16]
- «Виталий Соломин. „Искренне Ваш…“» («ТВ Центр», 2006)[17]
- "Виталий Соломин. «Между Ватсоном и „Зимней вишней“»" («Первый канал», 2011)[18][19]
- «Виталий Соломин. »…И вагон любви нерастраченной!«» («Первый канал», 2016)[20][21]
- «Виталий Соломин. „Последний день“» («Звезда», 2016)[22]
- «Виталий Соломин. „Легенды кино“» («Звезда», 2018)[23]
- «Виталий Соломин. „Я принадлежу сам себе…“» («ТВ Центр», 2019)[24]
- «Виталий Соломин. „Прощание“» («ТВ Центр», 2019)[25][26]
- «Виталий Соломин. „Брат-2“» («ТВ Центр», 2020)[27]
- «Шерлок Холмс и доктор Ватсон»: история советской Бейкер-стрит («Мир», 2020)[28]
- «Шерлок Холмс и доктор Ватсон вместе навсегда» («Первый канал», 2021)[29][30]